# Impresora multifunción

Impresora multifunción

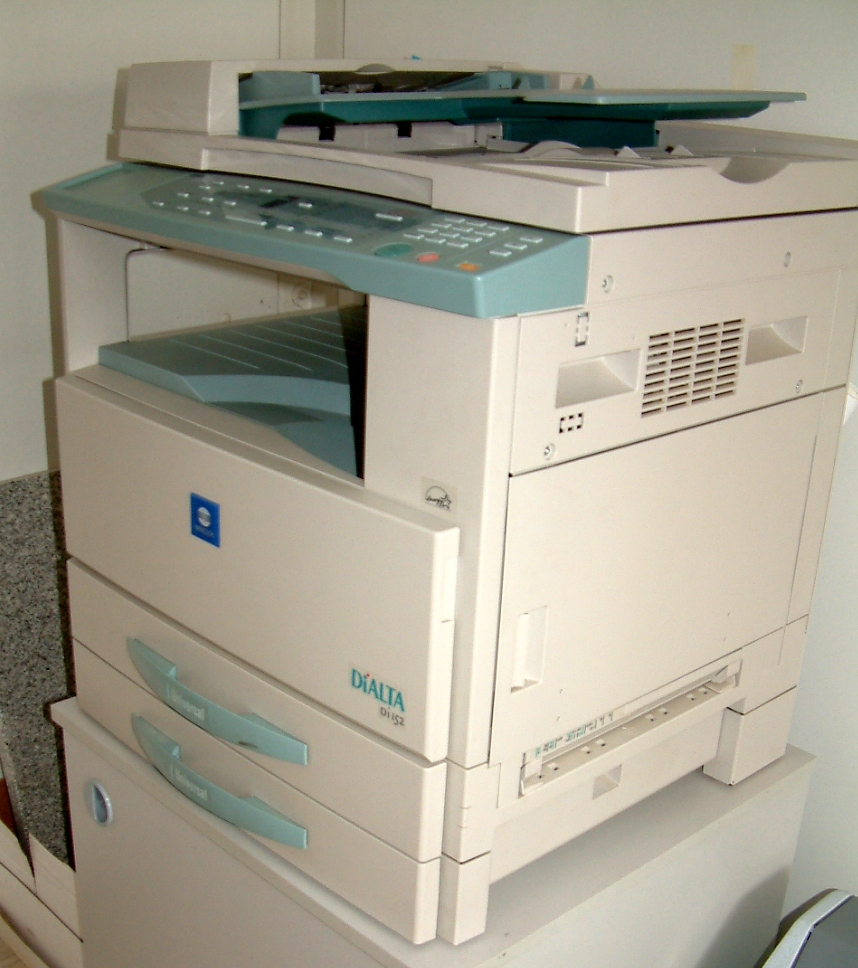
Fotocopiadora multifuncional

Una impresora multifunción o impresora multifuncional (en inglés, multi-function product/printer/peripheral, abreviadamente MFP) es un periférico o dispositivo que puede conectarse a la computadora y que posee las siguientes funciones dentro de un mismo y único bloque físico:
- impresora;
- escáner;
- fotocopiadora, ampliando o reduciendo el original.

Además, dependiendo del modelo, puede disponer de las siguientes funciones adicionales:
- Fax: aunque a veces el fax no esté incorporado, la impresora multifunción es capaz de controlarlo si se le conecta a un puerto USB.
- Lector de tarjetas de memoria o memoria USB: para la impresión directa de fotografías de cámaras digitales o dispositivos móviles.
- Disco duro: para almacenar documentos e imágenes (solo las unidades más grandes utilizadas en oficinas).
- Libreta

Un dispositivo multifunción (Multi Function Printer/Product/Peripheral, MFP) puede operar como:
periférico de entrada/salida de computadora o de modo autónomo, sin necesidad que la computadora esté encendida.
Así, las funciones de fotocopiadora y fax son autónomas, mientras el escaneado, generalmente no se puede llevar a cabo sin la conexión a la computadora, aunque sí se puede escanear directamente a una memoria flash, por ejemplo, a través del puerto USB.

## Software de gestión de documentos
Los dispositivos multifunción utilizados en grandes oficinas o empresas se encuentran habitualmente conectados a la red, como cualquier computadora personal. De este modo, todo el personal puede tener acceso a él aprovechando al máximo sus funcionalidades.
Los MFP son cada vez más importantes para las compañías, también para algunos hogares o para trabajo a distancia en el hogar, y es necesario obtener el máximo partido de sus posibilidades. Para ello, es preciso disponer del software apropiado. El software disponible para los dispositivos multifunción se puede agrupar en cinco grandes grupos:
- Administración: toda la administración del equipo se puede manejar dentro del propio dispositivo. El host MFP puede incluir cálculo de costes, rutinas para contar el número de impresiones en color y en blanco y negro, etcétera.
- Artes gráficas: aquí se incluyen básicamente aplicaciones que permiten elegir distintos formatos y efectos para la impresión.
- Gestión de documentos: este tipo de software gestiona almacenamientos y cargas de documentos de cualquier punto de la red, los escaneos de copias físicas a documentos electrónicos en el sistema, la transformación de texto a pdf. Los MFP de mejor calidad pueden ser integrados dentro de un sistema de gestión de documentos, de modo que el almacenamiento, la distribución y la impresión de grandes volúmenes de documentos puede ser gestionada electrónicamente, a través de los dispositivos multifunción, utilizando software de reconocimiento óptico de caracteres y otros como los ya mencionados.
- Funciones extra para la impresión: con un MFP y el software adecuado, por correo electrónico se pueden mandar los elementos escaneados, sin necesidad de pasar por una computadora.
- Software ad-hoc: es el software que se construye para una empresa u organización particular, y que se ajustará a las necesidades específicas que se encuentren en cada caso.

Las impresoras multifunción suelen usarse en entornos ofimáticos para digitalizar documentos que se guardan en PDF e, incluso, con el software adecuado, se pueden generar de PDF a OCR. Lo habitaul es usar un gestor documental.

## Servicio técnico y reparación
Los dispositivos multifunción utilizados en oficinas o empresas requieren de un mantenimiento periódico dado su uso continuado. Dispositivos como fotocopiadoras, impresoras, etc disponen de un software y hardware que requiere de supervisión por parte de personal técnico cualificado. Dichos productos deben pasar, además, estrictas normas de calidad para su correcto funcionamiento.

## Conexiones
- Bluetooth.
- RJ-45.
- Universal Serial Bus.
- Wi-Fi.

## Fabricantes
Algunos fabricantes principales de este tipo de dispositivos multifunción son:
- Brother .
- Canon.
- Dell.
- Epson.
- Hewlett-Packard (HP).
- Konica Minolta.
- Kyocera.
- Lexmark.
- Okidata.
- Olivetti.
- Ricoh.
- Riso Ibérica.
- Sharp.
- Toshiba.
- Xerox.